# جوزفين لينا وونغ
جوزفين لينا وونغ هي عارضة ماليزية، ولدت في 1952.